# Tobias Mayer
Tobias (Johann) Mayer (17. února 1723, Marbach, Württembersko – 20. února 1762, Göttingen) byl německý matematik, astronom a selenograf, vytvořil podrobné mapy Měsíce, které publikoval od roku 1753.
Rodina jej vychovala v chudých podmínkách v Esslingenu, Německo. Od mládí jej zajímala matematika, kterou se naučil samostudiem, také se její výukou v mládí živil. Po publikaci svých dvou článků na geometrické téma byl v roce 1746 přijat do J. B. Homannova kartografického institutu v Norimberku. Tam zdokonalil některé kartografické postupy a následně byl v roce 1751 zvolen na post vedoucího katedry ekonomie a matematiky na univerzitě v Göttingenu. Od roku 1754 až do své smrti v roce 1762 pak působil jako vedoucí observatoře.

## Dílo
Mayerovou první významnou astronomickou prací byla v roce 1750 první mapa povrchu Měsíce, která byla založena na mikrometrickém měření (Kosmographische Nachrichten, Norimberk, 1750). Ze svých měření odvodil, že Měsíc nemá atmosféru. Spolu s mapou Měsíčního úplňku (vydanou v roce 1775) jde o 2 stěžejní práce, které nebyly po následujících 50 let překonány.  Jeho nejpřínosnějším dílem však byly jeho lunární tabulky, které v roce 1752 publikovala Královská společností věd v Göttingenu (Gesellschaft der Wissenschaffen zu Göttingen). V roce 1755 zaslal britské vládě vylepšenou variantu lunárních tabulek. Britská vláda nechala přezkoumat jejich přesnost Jamese Bradleyho z Greenwiche. Ten potvrdil přesnost tabulek vzhledem k určení polohy Měsíce a také i k určení zeměpisné délky na moři s přesností na půl stupně. Tato přesnější varianta lunárních tabulek byla později publikována spolu s teorií (Theoria lunae juxta systema Newtonianum), ze které tabulky vycházejí. Samostatně potom vyšly tabulky v roce 1770 v Londýně. Součástí tabulek jsou i 2 statě o určování zeměpisné délky dle vzdálenosti Měsíce a o vzorci stanovující nezbytnou korekturu teploty při atmosférické refrakci. Vdova po Tobiasovi Mayerovi obdržela za lunární tabulky od britské vlády grant ve výši tehdejších 3 000 £. 

## Dědictví
G. C. Lichtenberg shromáždil a vydal v jednom svazku (Opera inedita, Göttingen, 1775) velké množství rukopisného materiálu, který po sobě Mayer zanechal. 
- Rukopis o snadné a přesné metodě pro výpočet zatmění
- Esej o barvách - teorie o kombinaci 3 základních barev
- Katalog 998 hvězd zvěrokruhu - reeditován Francisem Bailym v roce 1830 (Memoires of the Royal Astronomical Society IV, 391) a Arturem Auwersem v roce 1894
- Paměti
- Rukopis o správném pohybu osmdesáti hvězd (předán již roku 1760 Královské společnosti věd v Göttingenu)
- Článek o atmosférické refrakci (1755)
- Článek o pohybu Marsu ovlivněném pohybem Jupitera a Země (1756)
- Článek o pozemském magnetismu (1760 a 1762) - modifikoval Eulerovy hypotézy a učinil první skutečný pokus o zavedení matematické teorie magnetického působení (C. Hansteen, Magnetismus der Erde, I, 283)

Jeho jméno nese měsíční kráter T. Mayer, který leží na jihovýchod od Koperníkova kráteru.

## Rodina
Jeho syn Johann Tobias Mayer se stal německým fyzikem.